# 公郷村
公郷村（くごうむら）は、かつて岐阜県揖斐郡にあった村。
現在の大野町西部（公郷）に該当し、揖斐川沿いの村であった。
公郷村発足時は大野郡であったが、郡の合併により揖斐郡の村となっている。

## 歴史
- 1875年（明治8年）3月 - 旧来の公郷村、島部村、宝来村、八木村が合併し発足。
- 1889年（明治22年）7月1日 - 町村制により、改めて公郷村発足。
- 1897年（明治30年）4月1日[2] - 大野郡の一部と池田郡が合併して揖斐郡となる。
- 1897年（明治30年）4月1日 - 大衣斐村、小衣斐村、領家村と合併し鶯村が発足。同日公郷村廃止。

## 神社・仏閣
- 萬神社
- 市杵嶋神社
- 西光寺
- 佛照寺